# Coninae
Coninae foi uma subfamília de gastrópodes pertencente a família Conidae, agora uma classificação desnecessária (BOUCHET); mais recentemente (fevereiro de 2015) representada como uma família, Conidae, nomeados caramujos com conchas de cone; um grupo taxonômico de pequenos a grandes moluscos marinhos predadores da superfamília Conoidea.
São animais predadores sofisticados, caçando e imobilizando suas presas através de um dente radular modificado e uma glândula de veneno contendo neurotoxinas; lançado para fora da região de sua boca em uma ação semelhante a um disparo de arpão; sendo lançado em menos de 250 milissegundos, invisível ao olho humano.
A tradicional taxonomia dos caramujos com conchas de cone, que prevaleceu por mais de 100 anos, colocou todas as espécies do gênero Conus dentro da família Conidae. Em 2009, uma taxonomia proposta por Tucker & Tenorio agrupou estes caramujos em cinco famílias e 115 gêneros. Em 2014 (ePUB; 5 de setembro), foi lançado um artigo "One, four or 100 genera? A new classification of the cone snails" (Puillandre, Duda, Meyer, Olivera & Bouchet) que revisou o grupo novamente, desta vez de maneira muito mais simples, baseada em análises filogenéticas moleculares (Sequenciamento de DNA) de 329 espécies, em quatro gêneros: Conus, Conasprella, Profundiconus e Californiconus.

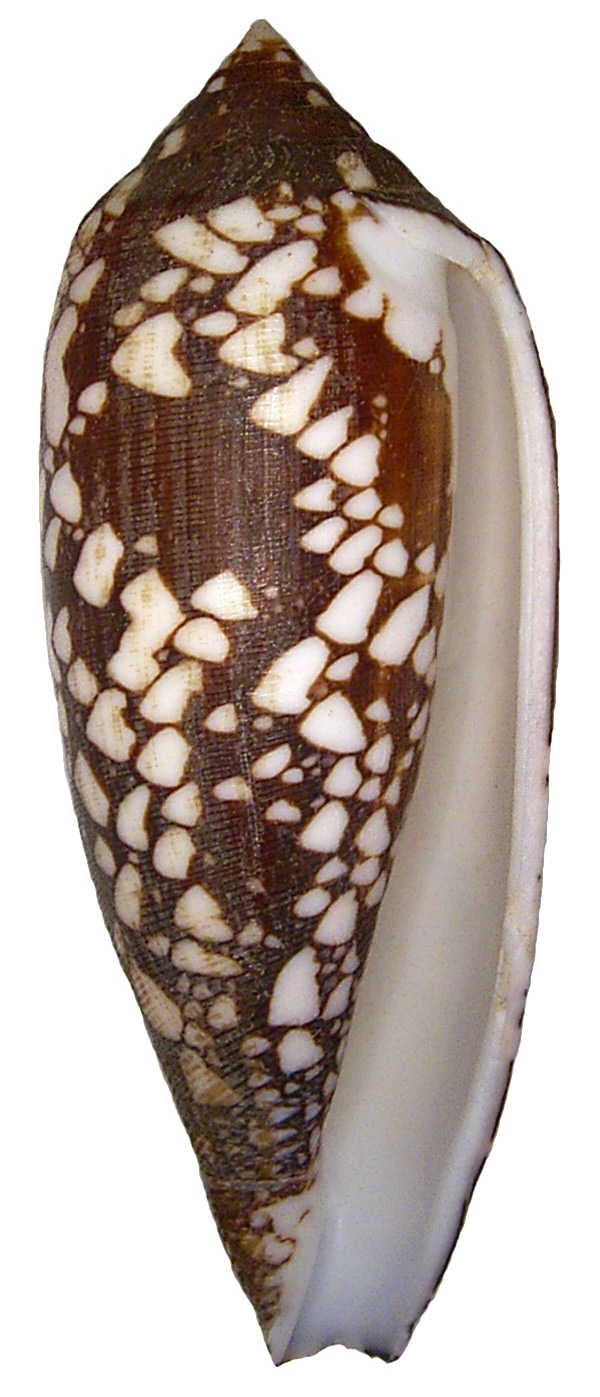
Uma concha de Conus aulicus Linnaeus, 1758, uma das seis espécies que podem causar acidentes em humanos, no Indo-Pacífico.